# August
|  | Per a altres significats, vegeu «August (desambiguació)». |

August (llatí: Imperator Caesar divi filius Augustus; nascut el 23 de setembre del 63 aC i mort el 19 d'agost del 14) fou un home d'estat i capitost romà que esdevingué el primer emperador de l'Imperi Romà entre el 27 aC i la seva mort el 14. Fou el primer governant de la dinastia julioclàudia. La seva condició de fundador del Principat fa que sigui considerat un dels líders més eficaços i alhora controvertits de la història. El regnat d'August marcà l'inici d'un període de pau relativa conegut com a Pax Romana, durant el qual els romans gaudiren de més de dos segles sense conflictes importants tot i les constants guerres expansionistes a les fronteres de l'imperi i la guerra civil de l'any dels quatre emperadors.
Nascut amb el nom de Gai Octavi, formava part d'una branca eqüestre antiga i rica de la gens Octàvia, d'origen plebeu. El seu besoncle matern, Juli Cèsar, fou assassinat el 44 aC. En el seu testament, nomenava Octavi com a fill adoptiu i hereu. A partir d'aquell moment, el jove assumí el nom de Gai Juli Cèsar i fou conegut com a Octavià (Octavianus). Formà el segon triumvirat amb Marc Antoni i Marc Lèpid per derrotar els assassins de Cèsar. Després de la seva victòria en la batalla de Filipos, els triumvirs es dividiren la República Romana i governaren de facto com a dictadors. Tanmateix, els seus interessos divergents acabaren provocant el trencament del triumvirat. Lèpid fou desterrat i desposseït del seu càrrec, mentre que Marc Antoni se suïcidà després de perdre la batalla d'Àccium contra Octavià el 31 aC.
Una vegada dissolt el segon triumvirat, August restituí un govern d'aparença republicana, amb el poder dipositat en el Senat, els magistrats executius i les assemblees legislatives, tot conservant la seva autoritat autocràtica en obtenir del Senat el seu nomenament com a comandant suprem, tribú i censor amb caràcter vitalici.
Dirigí una expansió sense precedents de les fronteres romanes, annexant Egipte, Dalmàcia, Pannònia, el Nòric i Rècia a l'imperi, ampliant les seves possessions a Àfrica i rematant la conquesta d'Hispània, tot i que patí un dur revés a Germània. En política exterior, blindà l'imperi amb una sèrie d'estats coixí i feu la pau amb l'Imperi Part.
Sota el lema de reinstaurar la República (restitutio rei publicae) conduí, de fet, la transició cap a una monarquia amb la forma de principat. El seu govern culminà amb un gran període de pau, que es coneixeria més tard amb el nom de Pax augusta.

## Noms i títols
El nom de naixement d'August fou Gai Octavi Turí (en llatí Gaius Octauius Thurinus). Després de l'adopció testamentària que en feu Cèsar, Octavi adoptà el seu nom, Gai Juli Cèsar (en llatí Gaius Iulius Caesar), probablement sense posar-hi l'addició, convencional en aquests casos, d'Octavià (Octauianus). No obstant això, fou anomenat Octavi, en el temps de la seva ascensió, en la literatura històrica, per a diferenciar-lo de Juli Cèsar. El títol honorífic d'August (en llatí Augustus 'el de bons auguris'), el qual esdevingué el títol fonamental de tots els emperadors romans, li fou atorgat pel senat el 16 de gener de l'any 27 aC. Aquest fet ha marcat, tradicionalment, l'inici oficial de l'Imperi Romà. En el moment de la seva mort, tots els seus títols eren, en llatí, Imperator Caesar Divi filius Augustus, Pontifex Maximus, Consul XIII, Imperator XXI, Tribuniciae potestatis XXXVII i Pater patriae.

## Biografia
La biografia d'August gira, bàsicament, al voltant de dues personalitats antitètiques però perfectes: d'una banda, la d'un jove ambiciós, de vegades un polític ferotge, que en la lluita pel major poder no coneix ni lleis ni escrúpols, de l'altra, la d'un emperador que, una vegada es troba en possessió d'aquest poder, l'utilitza assenyadament i que, amb el Principat, imposa un nou i durador sistema, després de 100 anys de conflictes civils, el qual enterra definitivament la República Romana.

### Naixement i joventut
August era fill de Gai Octavi i la seva dona Àcia, una neboda de Juli Cèsar. La família del seu pare pertanyia a la classe dels equites, la classe romana dels cavallers, propera a l'aristocràcia. Així doncs, estaven ben situats, però tenien menys importància política. Gai Octavi era, probablement, prestador de diners, però ascendí posicions en el Senat i arribà a ser pretor. Després de la mort del seu pare, l'any 58 aC, el jove August se'n va anar a viure a la finca de la seva àvia Júlia, germana de Cèsar, a Velitrae, i després a casa del seu padrastre Luci Marci Filip. Després, Suetoni atura la seva narració l'any 51 aC, en el panegíric per la mort de la seva àvia, i reprèn la seva biografia l'any 49 aC, any en el qual rep la toga viril (toga uirilis).

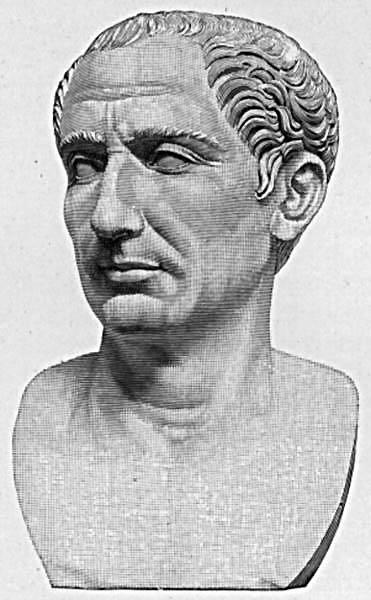
Dibuix d'un bust de Juli Cèsar

Juli Cèsar encara no tenia fills i s'encarregà del seu nebot i li permeté participar, l'any 46 aC, en el seu triomf amb motiu de la seva victòria a la Guerra Civil. L'any següent el jove August acompanyà al seu oncle a la seva marxa contra els fills de Pompeu a Hispània, on Cèsar, evidentment gràcies a la seva audàcia, s'imposà. Ell degué participar també en la campanya contra els parts com a magister equitum i va ser destinat ja, amb els seus amics Marc Vipsani Agripa i Quint Salvidiè Rufus, a Apol·lònia, a l'actual Albània. Allà li arribà la notícia de l'assassinat de Juli Cèsar. Durant el seu viatge cap a Roma s'assabentà que el seu oncle, el dictador Juli Cèsar, l'havia adoptat mitjançant el testament i que l'havia designat hereu principal dels seus béns privats.

### Ascens al poder
Una vegada arribà a Roma, August acceptà el testament així com tots els càrrecs per tal d'unir-los i s'anomenà des d'aleshores com el seu pare adoptiu, Gai Juli Cèsar. En el conflicte entre els partidaris de l'imperi, els quals s'agrupaven al voltant de Marc Antoni, i els republicans, enfrontats des de l'assassinat de Cèsar, ell no tingué cap mena d'importància per a Cassi Longí ni per a Brutus i Dècim Juni Brutus.
Marc Antoni reclamà, com a subordinat de Cèsar i com a cònsol de l'any 44 aC, el lideratge del partit de Cèsar. Per tant, es negà, en un principi, a lliurar el poder del dictador a Octavi. No obstant això, aquest pagà als legats de Cèsar i a la població de Roma. Per això, August usà les tropes segrestades d'Apol·lònia, destinades a la guerra contra els parts, però hagué de subhastar-se alguns béns. Aquesta manera d'actuar li proporcionà ràpidament un bon nombre de seguidors i, per tant, pes polític. L'influent senador i ex-cònsol Marc Tul·li Ciceró, el qual no s'havia assabentat de la conspiració però que simpatitzava amb la causa republicana, sostingué l'aparentment inexperimentat jove, amb l'esperança de poder-lo consolidar com a oponent polític de Marc Antoni. Octavi després el matà. Però es recolzà en alguns consellers erudits com l'acabalat Mecenes i seguí amb els seus plans.

#### Aliança amb els assassins de Cèsar
Mentre Antoni, l'any 43 aC, lluitava a la Gàl·lia contra Dècim Juni Brutus, Octavi reclutà a Itàlia un exèrcit de veterans de Cèsar i s'apoderà, mitjançant un cop d'estat, de la ciutat de Roma. Sota pressió militar i a proposta de Marc Tul·li Ciceró, el Senat li assegurà a Octavi un càrrec militar acceptable per a ambdós, li atorgà el dret de senador i cònsol i li autoritzà l'assumpció de tots els càrrecs 10 anys abans de l'edat legal mínima per a poder assumir-los. Octavi va contreure fins i tot una aliança amb els republicans a partir d'aquell moment. De fet, aquell mateix any Octavi guanyà a Antoni a la Guerra de Mutina juntament amb un exèrcit del Senat sota les ordres dels cònsols Hirci i Pansa.
Ambdós cònsols de la República van morir durant la guerra i Octavi reclamà un dels consolats per a ell. Com que el Senat s'hi negava, Octavi l'obligà a elegir-lo com a cònsol, el 19 d'agost de l'any 43 aC, amb l'ajuda de les tropes i la proposta dels assassins de Cèsar. Mentrestant, Antoni tenia cada vegada més legions sota el seu comandament, fins a arribar a tenir les mateixes que tenia abans de la derrota. Per això, mentre Octavi es mostrava en l'escenari polític romà com el «venjador» del seu pare adoptiu, s'intercanviaren els papers i Marc Antoni va contreure una aliança amb els líders del partit dels populars, el partit de Cèsar. Aleshores, seguint l'exemple de Cèsar, Pompeu i Cras de l'any 60 aC, Octavi, Antoni i el cap dels genets Lèpid formaren, l'octubre de l'any 43 aC, un Segon Triumvirat, la ratificació del qual fou el casament d'Octavi amb la fillastra d'Antoni, Clòdia.

#### El Segon Triumvirat
L'aliança de tres homes per al manteniment de l'ordre de l'Estat, tal com s'anomenava oficialment el triumvirat, es basava en el poder militar dels triumvirs, sota el poder dels quals es trobaven la major part de les legions. Van necessitar la delegació de poders dictatorials durant cinc anys per part del Senat, el 27 de novembre de l'any 43 aC, per a poder consolidar el Segon Triumvirat. Com en els temps de Sul·la, s'obriren les llistes de proscripció, les quals, després dels allistaments, van ser anul·lades. Suetoni ens diu clarament que Octavi devia oposar-se des de bon principi a les proscripcions, les quals, però, no va executar amb tanta severitat com els seus companys. Després, i per iniciativa d'Antoni, massacrà els adversaris polítics dels triumvirs, entre els quals hi havia Ciceró.
L'any següent Antoni i Octavi van anar a Grècia, on els assassins de Cèsar, Cassi Longí i Marc Juni Brutus, havien reunit les seves forces. La seva derrota en la batalla de Filipos, a Macedònia, la tardor de l'any 42 aC, significà l'enfonsament definitiu de la república romana. La victòria es devia, bàsicament, a l'actuació d'Antoni, la qual va fer créixer la seva importància dins el Segon Triumvirat.
Després de la victòria a Filipos, els triumvirs van demarcar les seves esferes d'influència, Antoni aconseguí, a més de la Gàl·lia Comata, l'antiga Àfrica. Més endavant, disposà d'una bona proporció de les riques províncies orientals. Lèpid s'adjudicà la província d'Àfrica que li era contemporània, i que, en aquells temps, era el graner de Roma. Octavi aconseguí les dues províncies d'Hispània i l'obligació més difícil, els veterans establerts a Itàlia, és a dir, el triumvir dels quals els governaria a tots en comú.
A causa de la repartició de zones d'influència hi hagué expropiacions i desallotjaments per tot l'Estat, i no només per a terratinents en concret, sinó per a tota la població. Per això, Octavi era odiat per tots. Arran d'això, hi hagué algunes diferències entre Octavi i el germà d'Antoni, Lluci, al qual Octavi derrotà en la Guerra Perusiana. Aleshores Antoni, a causa de la derrota del seu germà, tornà a Itàlia, ambdós triumvirs refusaren emprar les legions, no obstant això, lluitaren i renovaren l'aliança. El Tractat de Brindisi de la tardor de l'any 40 aC preveia el casament d'Antoni amb la germana d'Octavi, Octàvia, fet que segellaria el nou pacte.
Octavi s'havia casat aquell mateix any, després de la mort de la seva primera esposa Clòdia, amb una parenta del fill de Pompeu, Sext Pompeu. Ella li donà una filla, Júlia, la qual seria el seu únic fill biològic. Però abans del naixement de Júlia ell rebutjà la seva mare una altra vegada per a, l'any 38 aC, prendre com a muller a Lívia Drusil·la. Per això, l'escàndol s'anà engrandint, perquè Lívia es podia allotjar al seu palau encara que abans ella s'havia divorciat del seu anterior marit, el republicà convençut Tiberi Claudi Neró. Aquesta dona, que es convertí en la seva consellera més íntima, pogué introduir els seus dos fills Tiberi i Drus a la família d'Octavi gràcies al casament. Tot i que Octavi apostà en un principi per Drus com a successor seu, després de la seva mort a Germània designà Tiberi com a hereu.

#### Lluita pel poder

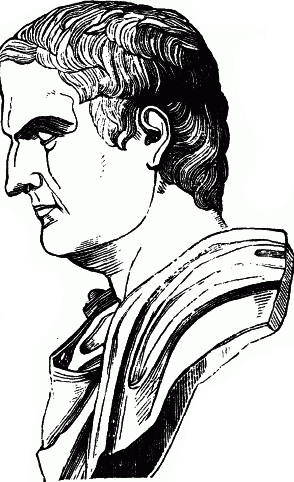
Bust de Marc Antoni

En el Tractat de Brindisi també hi intervingué Sext Pompeu, l'últim adversari dels triumvirs, el qual, amb la seva flota, encara representava un estimable poder militar oposat al triumvirat. Pompeu controlava Sicília i, per tant, posava en perill l'arribada del blat de les províncies a Roma, fet que soscavava l'autoritat d'Octavi. Com que Pompeu no abandonava la seva política de bloqueig, tornà a trencar el tractat l'any 38 aC. Aquell mateix any la concessió de poders dictatorials es renovà per cinc anys més. Dos anys després, el 36 aC, el general d'Octavi, Marc Vipsani Agripa, aconseguí guanyar Pompeu en la batalla de Nàuloc, al nord de Sicília. Octavi va arribar poc després, derrocà Lèpid, les tropes del qual estaven plenes a vessar de soldats, i des d'aleshores dominà tota la part occidental de l'imperi. En la lluita entre els triumvirs pel govern en solitari ja només quedava Antoni.
Mentre Octavi conduïa, des de finals de l'any 35 aC fins a l'any 34 aC, un exèrcit ferotge per a petites campanyes a Dalmàcia, el seu rival liderava una guerra contra els parts que fracassà. A part d'això, Antoni va establir una relació duradora amb la reina d'Egipte, Cleòpatra, fet que comportà que, l'any 32 aC, ell rebutgés i abandonés a Roma la molt popular Octàvia. Octavi aprofità la conducta d'Antoni hàbilment per a fer-se propaganda. En aquesta situació es trobaven quan, aquell mateix any, Antoni lliura a Cleòpatra i als fills d'ambdós algunes províncies orientals de Roma, la qual cosa el va conduir a perdre qualsevol suport a Roma. Octavi, per tal de fer els seus últims partidaris infidels a Antoni, els intimidà amb un sacrilegi: llegí el testament d'Antoni lliurat a les vestals (possiblement falsificat) en públic, en el qual declarava els fills de Cleòpatra els seus hereus. Arran d'això, el Senat declarà la guerra a Cleòpatra i enemic públic a Marc Antoni.
Així doncs, Octavi havia aconseguit transformar la lluita contra un rival polític en una guerra de Roma contra un enemic extern. El primer xoc entre ambdós rivals dugué aviat la resolució del conflicte. A la Batalla d'Àccium, que ocorregué a l'entrada del golf d'Ambràcia de l'Epir el 2 de setembre de l'any 31 aC, Octavi guanyà a Antoni i Cleòpatra en un enfrontament entre les seves forces i les d'Agripa i Octavi, el qual, presumptament, es marejà a la coberta del seu vaixell durant el combat. L'any següent, amb la conquesta d'Alexandria, l'annexió d'Egipte com a província romana i el suïcidi d'Antoni i Cleòpatra, acabà la guerra entre ambdós pel poder i, també, un segle de guerres civils romanes. Com a símbol d'aquest fet, que per fi la pau imperava a tot l'Estat, s'enllestí, el 12 de gener de l'any 29 aC, l'arc de triomf del déu romà Janus al Fòrum romà. Aquest fet ocorregué fins a tres vegades en el darrer segle d'història de Roma.

### Cèsar August
El 13 de gener de l'any 27 aC començà a Roma un acte d'Estat de diversos dies de duració que oficialment posà fi a l'estat d'excepció de la guerra civil. Amb aquest fet es restaurava, formalment, l'antic ordre de la República, però de fet s'establí un ordre monàrquic completament nou: l'Imperi Romà sota la forma del Principat. A proposta del senador Luci Munaci Planc, el Senat romà lliurà a Octavi aquell mateix 16 de gener el nou títol honorífic d'August, el qual acabaria eclipsant el seu nom real.
En els anys posteriors a Àccium el nou emperador es topà amb tres grans reptes: la construcció del nou Estat imperial, enfortir tant internament com externament la seguretat de l'imperi i garantir-se la successió, per a assegurar la continuació de la seva obra després de la seva mort. I en aquell acte August ho aconseguí tot, aquell acte no només marcà l'inici dels seus 40 anys de govern com a emperador, sinó que també marcà l'inici d'una nova era de la història de Roma.

#### La instauració del Principat

##### El problema
Quan Octavi tornà a Roma des de les províncies orientals l'estiu del 29 aC, es trobà amb el mateix problema amb què es trobà Juli Cèsar 15 anys abans: el de crear una organització de l'Estat que fos acceptable per a la ideologia republicana de feia més de 400 anys que proporcionava als romans un bon enteniment dels seus drets i, tanmateix, la realitat era que el poder fàctic, des de feia 70 anys, no depenia ni del Senat, ni dels cònsols ni d'altres institucions republicanes, sinó que depenia dels comandaments de les legions. Des de Màrius i Sul·la fins al Primer i Segon Triumvirat els comandants havien obtingut, cada vegada més, un poder extraordinari. Per això, per fer que aquest poder extraordinari dels dèspotes militars anés a favor del nou ordre, calia encabir-los legalment en la, fins aleshores, estructura de l'Estat.
El simple restabliment de l'antiga república aristocràtica era impossible per a Octavi per dos motius que no estaven en dubte: per una banda hi havia l'estrat social que menava la República, els patricis, que havia estat gairebé destruït per les guerres civils. De l'altra, l'expansió de l'Imperi necessitava un gran nombre de legionaris. Recaigué doncs en l'Imperi la tasca d'unir la majoria de les milícies romanes.

##### La solució
Després de l'anarquia de les dècades anteriors, els romans, tradicionalment oposats contra tota mena de poder en mans d'un sol home, estigueren disposats a posar tot el poder militar en mans d'una sola persona. Llavors August s'avançà, però prou intel·ligentment per no reclamar el títol de rei, sinó que buscà unir totes les forces republicanes al voltant seu, cosa que no li donava poders reials però que li permetia al mateix temps presentar-se com el cabdill de la República. Com ja havia demostrat en el combat contra Marc Antoni, va tornar a mostrar que era un mestre de la propaganda.
Cap al tard de la seva vida va fer aquesta descripció del seu règim:
| « | En els meus sisè i setè consolats [28 i 27 aC], després que hagués posat fi a la guerra civil, jo, que havia arribat al poder amb el màxim suport públic, vaig portar l'Estat fora de la meva influència i de nou a la lliure elecció del Senat i del poble romà. Per això, essent la meva recompensa, vaig ser anomenat August per decisió del Senat. (...) | » |
| — | |   |

##### Realitat i propaganda
De fet, quan Octavi tornà a Roma el que buscava era reforçar les antigues nissagues patrícies i reforçar l'autoritat de les institucions republicanes. Per tal d'aconseguir-ho, expulsà del Senat 190 membres que no hi encaixessin pel seu origen social (bé perquè eren cavallers o plebeus designats per Cèsar) alhora que omplia els seients buits del Senat amb gent d'origen patrici. S'autoproclamà princeps senatus, president del Senat, títol que ja se li havia concedit anteriorment i que solament el designava com a primus inter pares, el primer entre els iguals. D'aquest títol en sorgí la designació de Principat per designar l'era del govern d'August, que més o menys significa 'el govern del primer dels ciutadans'. El nou princeps causà un gran impacte entre la població de Roma quan, l'any 28 aC, decidí derogar totes les lleis del Segon Triumvirat.
El 13 de gener de l'any 27 aC, el primer dia de l'acte d'estat que celebrava la fi de la guerra civil, Octavi posà de nou en mans del «purgat» Senat l'autoritat per damunt de totes les forces militars de les províncies. Amb això, l'instaurà de nou com a l'òrgan de poder central de tot l'imperi. La República, formalment, havia estat reinstaurada i la versió propagandística d'August arribà a ser tan convincent (i convenient), que arreu es parlava de la res publica restituta, la república reinstaurada.
El mateix dia, emperò, el Senat tornà a confiar el govern sobre la meitat de les províncies a Octavià, i precisament era el govern de les províncies perifèriques, allà on hi havia estacionades les legions, el que li fou confiat. Com que Octavià, mitjançant els llegats, mantenia el comandament fàctic sobre totes les legions, seguia sent de facto l'únic cap de l'exèrcit i l'únic patró de la clientela de l'exèrcit i tot això ho feu dins de la legalitat vigent, tot i que forçant-la i pràcticament saltant-se-la. L'imperi, per tant, es dividí entre les províncies d'August i les províncies del Senat. Amb el consolat vitalici que va obtenir l'any 19 aC, esdevingué també la màxima autoritat dels governadors.
Un altre element republicà del nou ordre fou la reinstauració de l'anualitat de les magistratures. Un dels dos consolats normalment era exercit pel princeps mateix. Això canvià amb la revisió de la llei bàsica del Principat de l'1 de juliol de l'any 23 aC, amb la qual August prescindí del consolat durant dos anys. En comptes d'això, s'atribuí la tribunicia potestas vitalícia, però no del càrrec públic designat pels Comicis centuriats, sinó només de la seva autoritat. Fent això obtingué el dret de consultar als comicis, de suggerir lleis i de vetar les decisions del Senat. Per tot això, el Principat fou, de fet, una monarquia encoberta, un compromís difícil d'equilibrar: August prescindia del poder absolut i deixava als patricis del Senat prendre'n part, alhora que exercia en solitari les funcions més importants de l'estat i el comandament de l'exèrcit.

##### Concessió del nom d'August
El títol honorífic d'August que li concedí el Senat l'últim dia de l'acte d'Estat de l'any 27 aC es basava en els auguris, un acte de culte per interpretar la voluntat dels déus que el mite atribueix a Ròmul. Per tant, aquest títol igualava el seu posseïdor amb el llegendari fundador de Roma i dotava el màxim poder de l'Estat d'una aura sagrada que els cònsols de l'era republicana mai no van tenir. Aquesta tendència de lligar el poder estatal amb el poder diví es consolidà quan, l'any 13 o 12 aC, morí Lèpid, antic company d'August del triumvirat, el qual, després de ser exiliat, havia pogut mantenir el títol de pontífex màxim. August va prendre també aquesta funció i, amb això, també esdevingué el gran pontífex del culte estatal romà i passà a tenir competència en totes les esferes de la religió romana. L'any 2 aC el Senat finalment li atorgà el títol de pater patriae (pare de la pàtria) del qual n'estava especialment orgullós, ja que era molt més que un simple títol honorífic, perquè feia creure a tothom que l'emperador tenia la mateixa autoritat sobre tots els ciutadans de l'imperi que la que tenia un cap de família romà, un pater familias, sobre els seus familiars.

##### Acceptació del nou règim
El nou règim fou acceptat pels romans sense cap queixa. Només les famílies patrícies de l'antic Senat republicà, les quals veien en August un membre aliè a la seva classe, podien amb prou feines alegrar-se del seu derrocament hipotètic. Algunes fonts diuen que una vegada August s'arriscà a entrar només amb una armadura sota la toga al Senat i que només va rebre alguns senadors després d'haver-los escorcollat. Algunes conjures com la del cunyat de Mecenes, Aulus Terenci Varró Murena, i Fannius Caepio, que va ser descoberta l'any 23 o 22 aC, mostren que la política d'August encara suscitava una oposició considerable després del seu nomenament com a princeps. Com que el moment exacte de la conjura no va ser datat, encara avui no s'ha aclarit si va ser el factor que va causar o bé la conseqüència dels ajustaments de l'any 23 aC en el Principat.
Només es demostrà, en part, que el nou règim havia estat finalment acceptat en el fet que August mostrava respecte a les institucions republicanes i als antics costums, els mos maiorum, i drets. Els romans podien dir que l'antiga república i les seves institucions seguien existint, però aquells qui hi estaven políticament interessats descobrien la propaganda d'August en aquestes afirmacions. Van ser decisives les simples realitats que el Principat funcionés (a diferència dels règims de Sul·la i Cèsar) i que no hi hagués cap alternativa realista a August. Un altre factor decisiu que no es pot subestimar és el temps: August va governar més de 40 anys en solitari, més temps que qualsevol altre predecessor seu. Els romans es van acostumar en tot aquest temps al règim del primer ciutadà. Quan va morir August, gairebé no hi havia romans que recordessin l'antiga república. Amb la creació del Principat s'establí un llarg període de pau interna i prosperitat. El nou règim d'August hauria de perdurar 300 anys (fins a l'arribada de Dioclecià al poder).

#### Reorganització econòmica i social

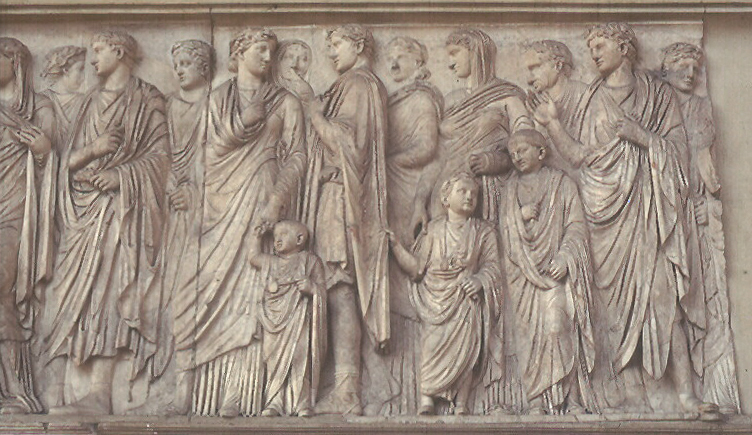
Membres de la família imperial,
Relleu a la cara sud de l'Ara Pacis, Roma

Una tasca tan exigent com la reforma de l'estat era l'estabilització interna i externa de l'imperi, la recuperació econòmica, el restabliment de la llei i l'ordre a Roma i les províncies, i la protecció de les fronteres. Les condicions per un auge econòmic després d'Àccium eren millors que en les dècades anteriors. August va poder llicenciar més d'una tercera part de les 70 legions romanes que l'any 31 aC encara servien, és a dir, prop de 80.000 homes dels 230.000 que tenia l'exèrcit. Un exèrcit tan gran en temps de pau no només era massa gran i costós, sinó que deixar massa soldats en servei també representava un perill potencial.
A diferència de 12 anys abans, en què havia hagut de recórrer a confiscacions per indemnitzar els veterans de guerra, ara podia fer servir l'immens botí que li havia caigut a les mans, és a dir, l'erari egipci, per comprar terres. Així és com va sorgir a Itàlia i a les províncies una classe de pagesos que li eren lleials. Els seus seguidors a Roma van ser coberts de diners i càrrecs (per exemple al nou Senat). Així, August creà les noves classes socials en què les bases del Principat haurien de reposar.

##### Reorganització de les províncies
A les províncies, les quals s'havien trobat fins aleshores constantment afectades pel pagament de tributs, els moviments de tropes i els exèrcits de pas, tornà una certa prosperitat, ja que el Principat va crear una seguretat jurídica i va impedir el saqueig a què les sotmetien els anteriors magistrats de la república. Els magistrats sempre s'havien rescabalat a les províncies dels costos que la seva carrera política causava a Roma. L'historiador Vel·lei Patèrcul va descriure l'eficàcia de la política d'August anys després de la seva mort de la següent manera:
| « | Els camps tornaven a estar protegits, els santuaris eren respectats, les persones gaudien de la pau i posseïen amb tota seguretat les seves propietats. | » |

Tàcit i tot, que solia criticar amb duresa el Principat, reconeixia l'estabilització de l'economia i les condicions de vida com un dels seus grans mèrits i encara avui en dia es considera l'obra política d'August com una obra exemplar.
Al començament del seu regnat August s'encarregà de la reorganització de les províncies en persona. Ja l'estiu de l'any 27 aC va emprendre un viatge de diversos anys de durada pel nord-oest de l'Imperi perquè la Gàl·lia havia estat abandonada des de la conquesta de Cèsar. Després de reorganitzar-la, August va conquerir les zones del nord-oest de la península Ibèrica que encara no pertanyien a l'imperi i les incorporà a la Tarraconense. Va passar els anys vuitè i novè del seu consolat a Tàrraco. Durant el viatge de tornada a Roma l'any 23 aC, August emmalaltí fins al punt que els seus cercles propers creien que moriria. Va sobreviure, però va haver de deixar de dirigir les legions en persona.

##### Polítiques per a la conservació de la moral i els bons costums

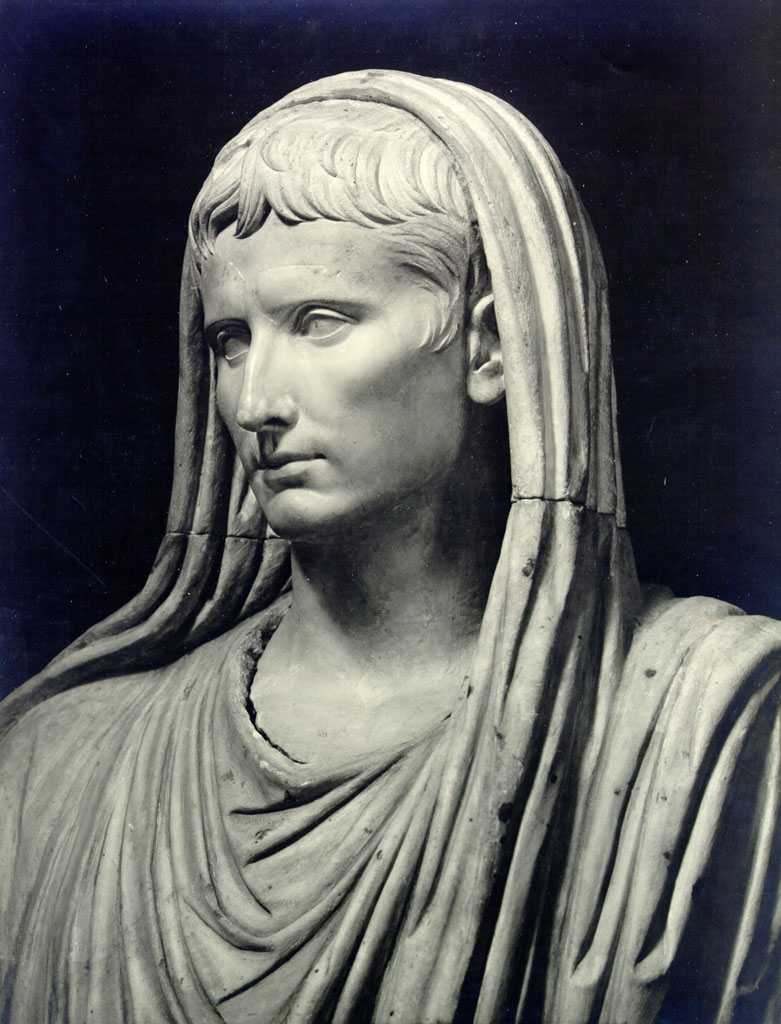
August com a pontífex màxim
(Roma, Museu Nacional Romà)

Una de les característiques del regnat d'August va ser un retorn als antics costums i l'antiga moral. L'any 19 aC August rebé del Senat el títol de cura morum, procurador de la moral. L'any següent establí una llei on intensificava les penes per adulteri i introduïa uns deures de matrimoni. Ell mateix no havia predicat, en temps del seu ascens, amb l'exemple de les antigues virtuts romanes (la separació forçada de la seva dona Lívia del seu anterior marit n'és un exemple destacable). Tot i això, veia en els valors tradicionals un mitjà per arreglar la devastació espiritual dels temps de les guerres civils.
La dignitat i l'autoritat del Príncep exigien que August i la seva família fossin els primers a predicar amb l'exemple. Això el dugué a nombroses friccions amb la seva filla Júlia, la qual no es volia sotmetre a la moral del seu pare. L'any 2 aC el mateix August l'acusà d'adulteri davant del Senat i la desterrà a l'illa de Pandatària. Nou anys després, el poeta Ovidi, autor de l'Art Amatòria, va tenir el mateix destí i fou desterrat a Tomis, al mar Negre.
La imatge propagandística d'August com a patró romà a l'antiga, que procura pel benestar dels seus clients, trobà una manera molt destacable de manifestar-se en el seu vast programa d'obres públiques (publica magnificentia), el qual tingué lloc a Roma. En formaven part edificis funcionals com ara aqüeductes i un immens rellotge de sol, però sobretot obres representatives com ara el fòrum d'August, el teatre de Marcel i nombrosos temples, la utilitat dels quals era donar un exemple diari als romans de l'autoritat i el poder d'August. August mateix parla en un informe dels 82 temples que feu construir en un any. Virgili parla, a l'Eneida, dels 300 temples que, en total, feu construir.

## Obres
- Res Gestae Divi Augusti - Autobiografia breu del seu govern
- De vita sua - Autobiografia (perduda)
- Sicilia - oda èpica en hexàmetres
- Ajax - Tragèdia

## Família d'August
- Gai Octavi, casat per primer cop amb Ancària i en segones noces amb Àcia (filla de Marc Aci Balb i de Júlia Major, germana de Juli Cèsar)
  - (d'1) Octàvia Major
  - (de 2) Octàvia Menor
  - (de 2) Octavi August, casat tres vegades amb Clòdia, Escribònia i Lívia Drusil·la
    - (de 2) Júlia, casada amb Marc Marcel, Marc Vipsani Agripa i amb Tiberi: Fills només amb el segon
      - Gai Cèsar, casat amb Clàudia Livil·la (germana de Germànic Cèsar)
      - Luci Cèsar, promès a Emília Lèpida (mort sense casar-se)
      - Júlia, casada amb Luci Emili Paule
        - Marc Emili Lèpid, casat amb Drusil·la (filla de Germànic Cèsar)
        - Emília Lèpida, promesa a Luci Cèsar, casada amb Api Juni Silà i amb Drus Cèsar

      - Agripina Major, casada amb Germànic Cèsar
        - Neró Cèsar, casat amb Júlia Drusa, filla de Drus Menor, neta de Tiberi
        - Drus Cèsar, casat amb Emília Lèpida
        - Gai Cèsar "Calígula"
        - Agripina Menor, casada amb Gneu Domici Ahenobarb
          - Neró

        - Drusil·la, casada amb Luci Cassi i després amb Marc Emili Lèpid
        - Júlia Livil·la, casada amb Marc Vicini i amb Quintili Var

      - Pòstum Agripa